# Opernbrunnen (Köln)

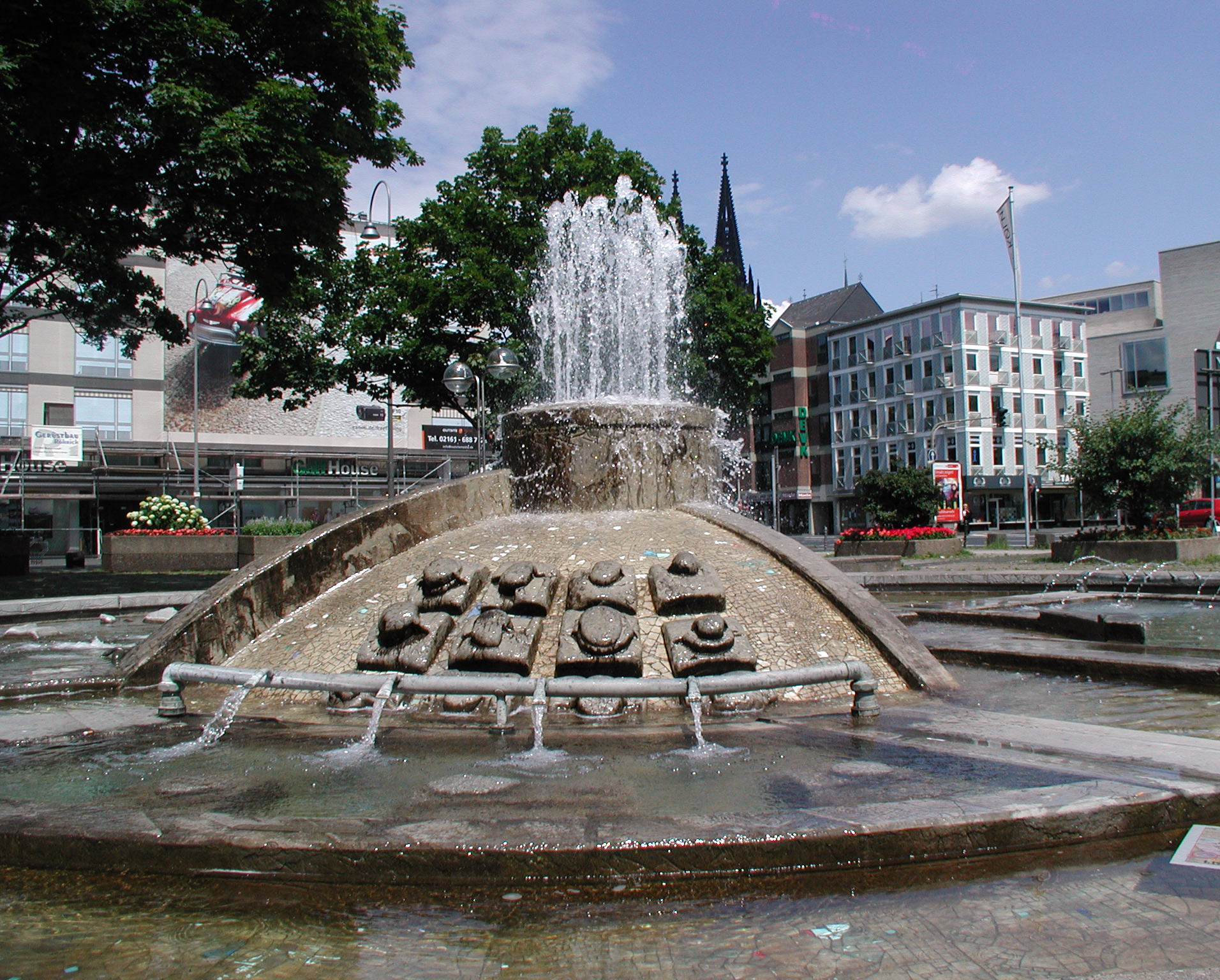
Opernbrunnen auf dem Offenbachplatz

Der Kölner Opernbrunnen ist ein Brunnen auf dem Kölner Offenbachplatz vor der Kölner Oper. Er wurde am 21. Dezember 1966 eingeweiht und 1967 endgültig in Betrieb genommen. Er besitzt bis heute eine große städtebauliche und baukünstlerische Bedeutung. Entworfen und realisiert wurde die Brunnenskulptur vom Kölner Künstler Jürgen Hans Grümmer.

## Brunnengestaltung
Der skulpturale Mosaik-Brunnen bildet das Zentrum des Platzes vor der Kölner Oper. Der Künstler Grümmer entwickelte diesen Brunnen als runde Anlage aus Stahlbeton, belebt durch Keramik- und Glasmosaiken, die durch Unterwasserscheinwerfer akzentuiert waren. Eine üppige, den Proportionen des Brunnens in der Höhe angepasste Fontäne bildet den Mittelpunkt der Brunnenanlage. Aus weiteren Düsen wird das Wasser kranzförmig versprüht. Der Künstler hat neben eigenen Mosaikelementen zitatartig u. a. Mosaike (Keramik) aus dem Schwimmbad der Yacht „Tina“ des Reeders Aristoteles Onassis verwendet. Außerdem sind Mosaikteile (Apostelkopf) aus der zerstörten Berliner Kaiser-Wilhelm-Gedächtniskirche integriert.

## Aktueller Zustand des Platzes
In den vergangenen mehr als 15 Jahren lag der Brunnen allerdings – wie viele Kölner Brunnen – oftmals trocken, weil sich die Stadt Köln aufgrund ihrer schwierigen Haushaltslage nicht in der Lage sah, die Kölner Brunnen ausreichend zu warten und mit Brunnenwasser zu versorgen. So waren im denkmalgeschützten Kölner Opernbrunnen die ehemals stark leuchtenden Farben seit Jahren aufgrund von Verkalkung und Verschmutzung nicht mehr zu erkennen. Auch die Wasserdüsen waren stark verschmutzt, verbogen oder fehlten vollständig. Die alte Beleuchtung wurde bereits nach 1994 demontiert, die Wasserfontänen häufig stark verkürzt eingestellt. Der Brunnen – ebenso wie der Offenbachplatz und das gesamte Riphahn-Ensemble – machte insgesamt einen vernachlässigten Eindruck.

## Sanierung und Restaurierung
Die Restaurierung des unter Denkmalschutz stehenden Opernbrunnens ebenso wie die Sanierung der Gesamtgestaltung des Offenbachplatzes standen lange Jahre auch aufgrund des schwierigen Kassenlage der Stadt Köln aus. Seit Februar 2011 kümmert sich die Tochter des verstorbenen Brunnen-Künstlers Grümmer in Eigeninitiative um die Akquirierung erster Spendengelder zugunsten von Brunnenwasser und Sanierungsmaßnahmen. Unter dem Motto Schokolade naschen für den Denkmalschutz bietet sie Opernbrunnen-Spenden-Schokoladen an, um so die Sanierung des Brunnens anzuschieben. Die denkmalgerechte Restaurierung des Opernbrunnens – ebenso die Sanierung des Offenbachplatzes – wurde im Zuge der Sanierungsmaßnahmen von Opernhaus und Schauspielhaus beschlossen. Seit Juli 2016 ist die Mosaikrestaurierung abgeschlossen, 14 neue Unterwasserscheinwerfer (mit sparsamer LED-Technik) beleuchten den Brunnen fortan in den Abendstunden. Eine neue Brunnenkammer mit Entkalkungsanlage sowie eine automatische Wassernachspeisung wurden ebenfalls eingebaut. Nach einem Probelauf erfolgte die technische Endabnahme im Frühjahr 2017 nach Feinabstimmung von Wasserfontaine, Düsenkränzen und Beleuchtung.
Der Brunnen sprudelt in der Regel von April bis Ende Oktober und ist ein beliebter Treffpunkt in der Innenstadt.
Im Mai 2019 wurden zwei der äußeren Düsenkränze, welche das Wasser kranzförmig versprühen von Metalldieben entwendet. Die Stadt erstatte Anzeige und gab die Anfertigung neuer Düsenkränze in Ausschreibung. Im Juli 2019 wurde der dritte verbleibende Düsenkranz ebenfalls entwendet. Der Brunnen läuft nun eingeschränkt, da lediglich die Mittelfontäne sprudelt. Die Anfertigung neuer Düsenkränze ist ausgeschrieben, erweist sich jedoch aufgrund der besonderen Biegung als schwierig.

Details
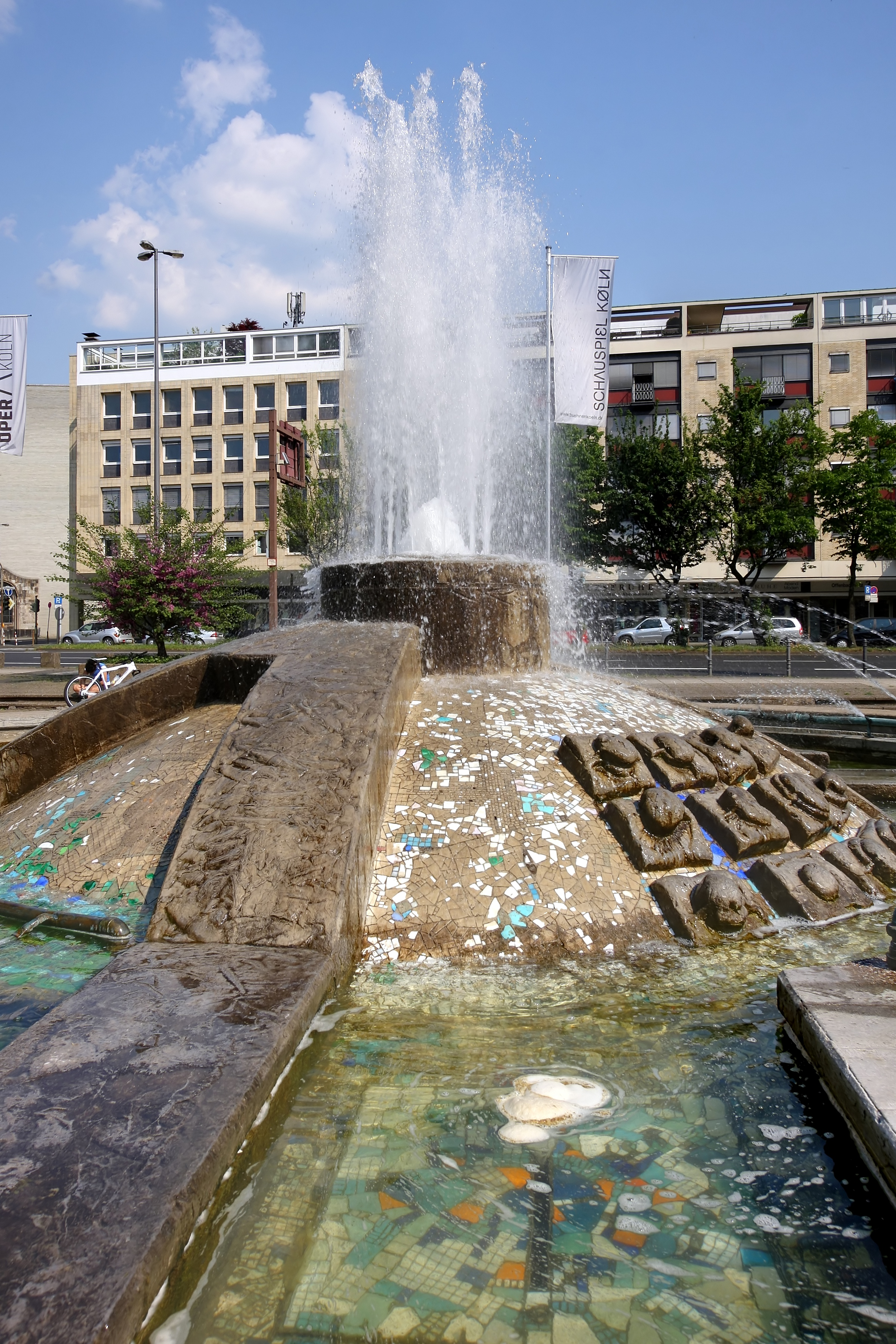
Fontäne und Mosaik
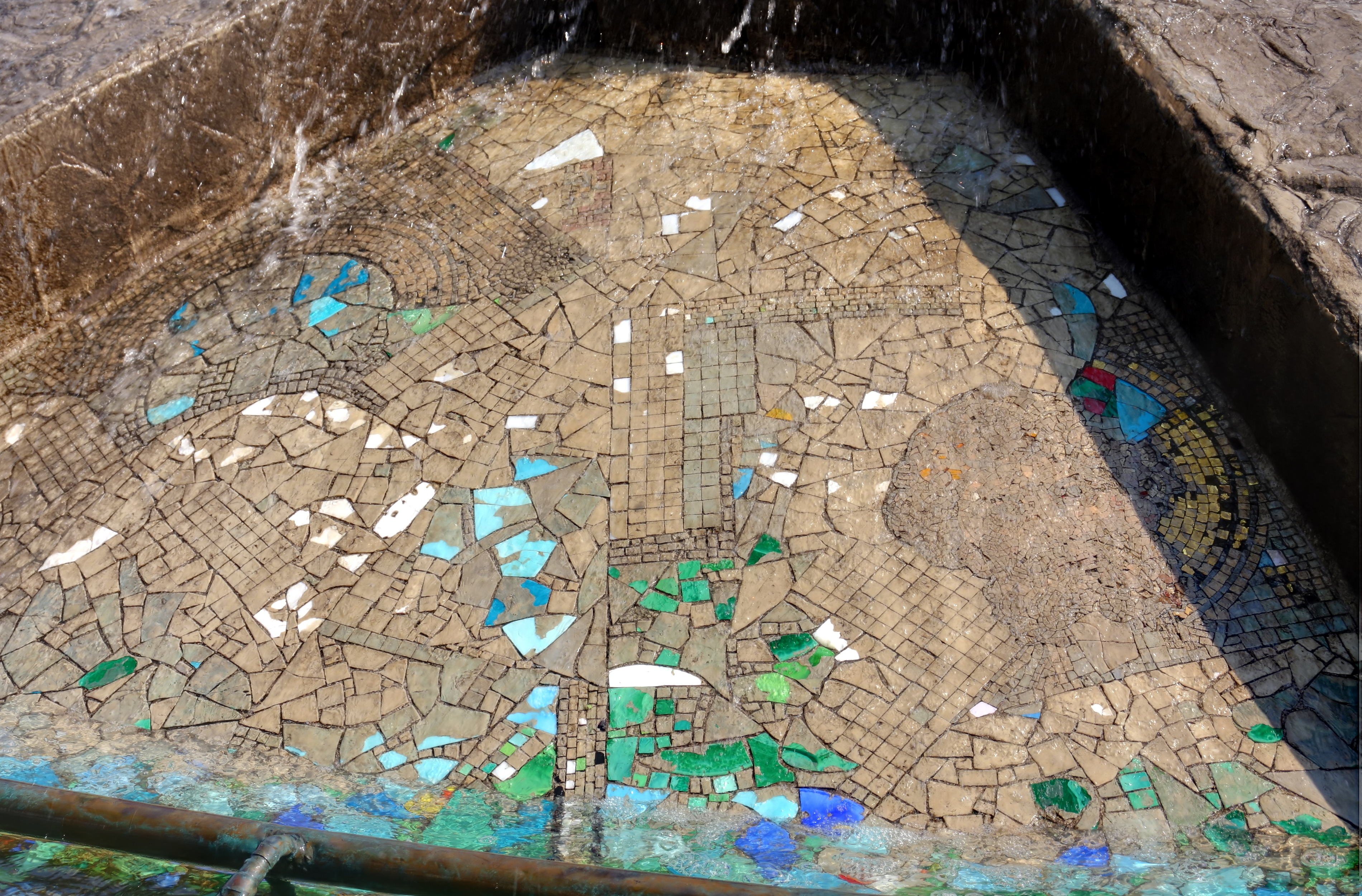
Defektes Mosaik
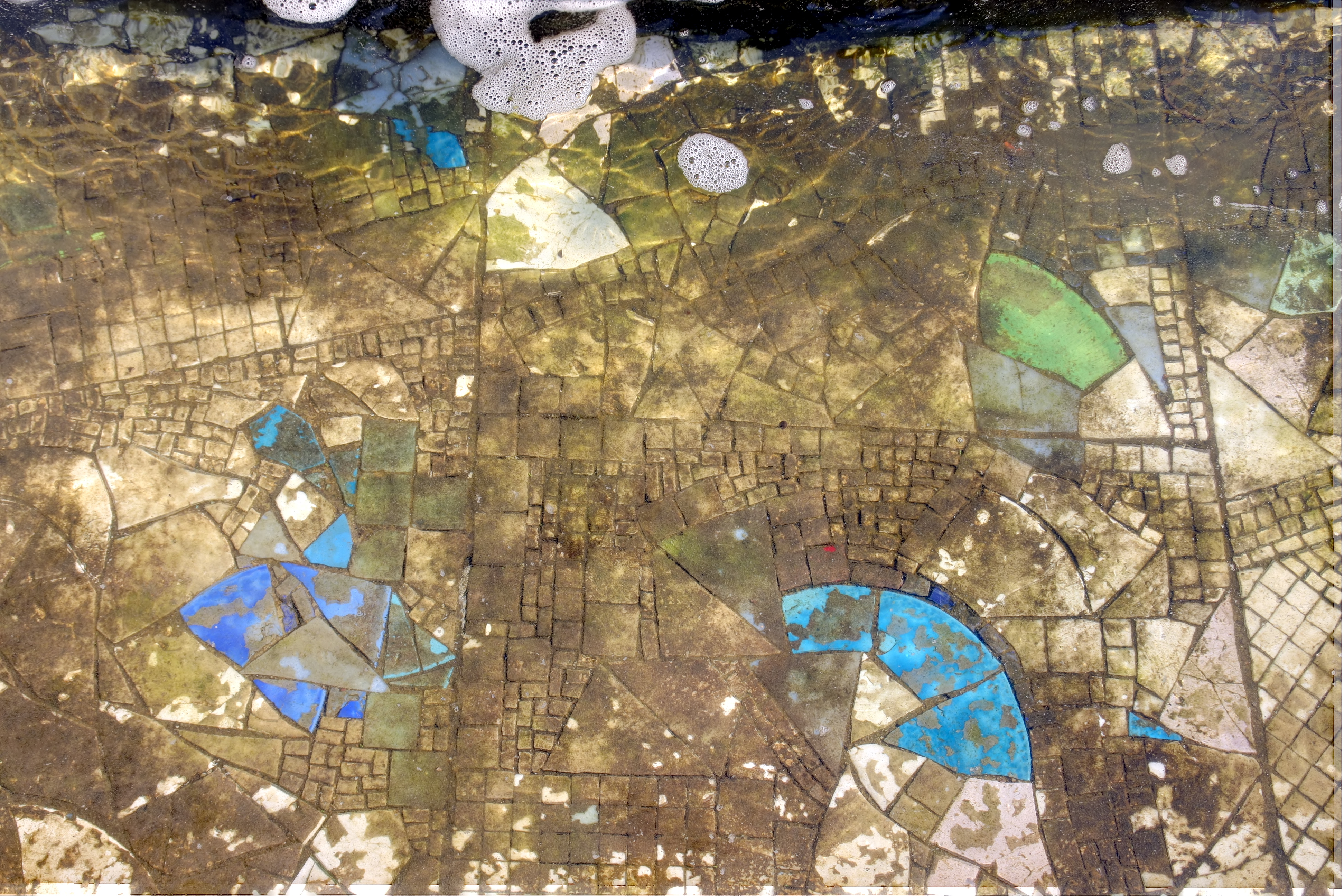
Verschmutztes Mosaik
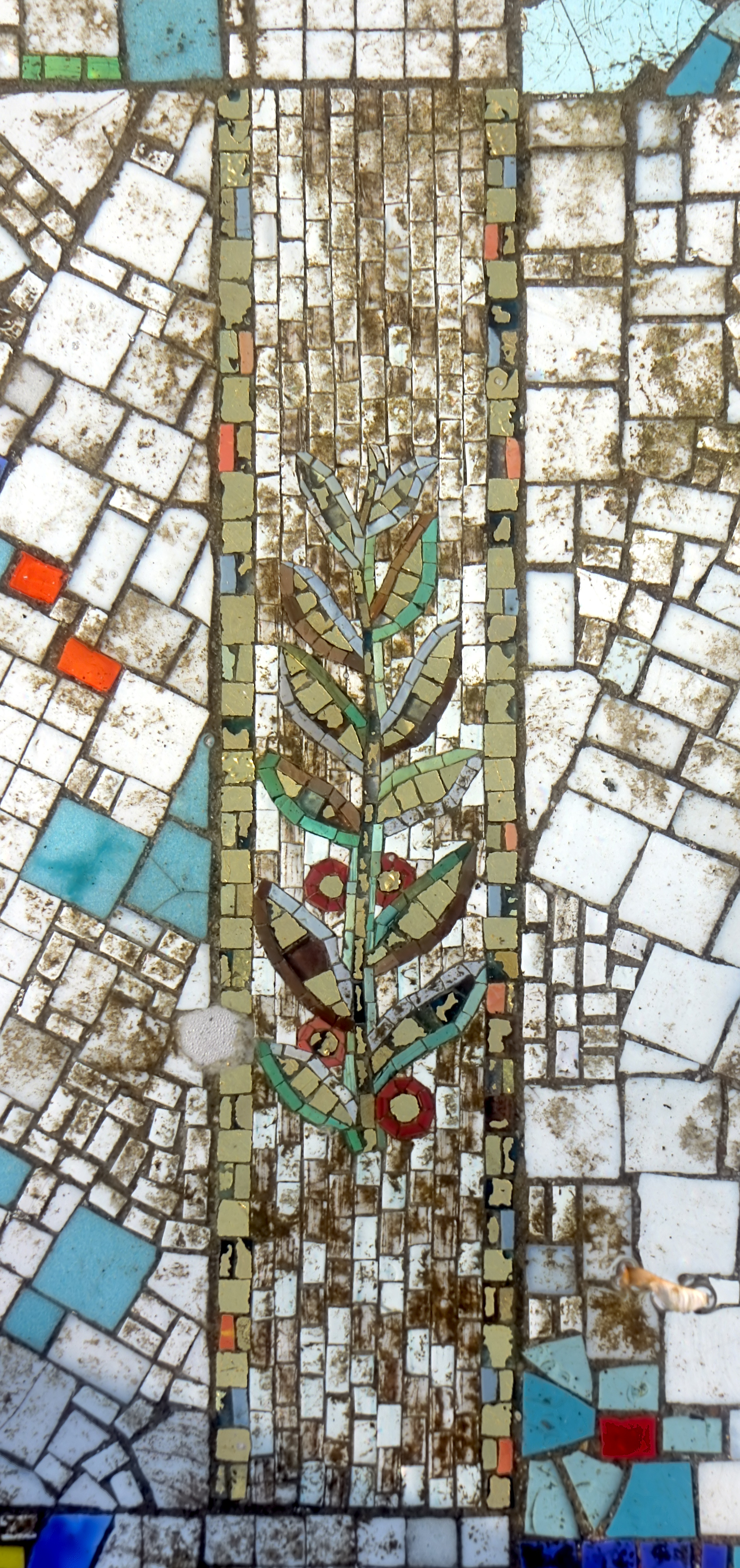
Defektes Mosaik
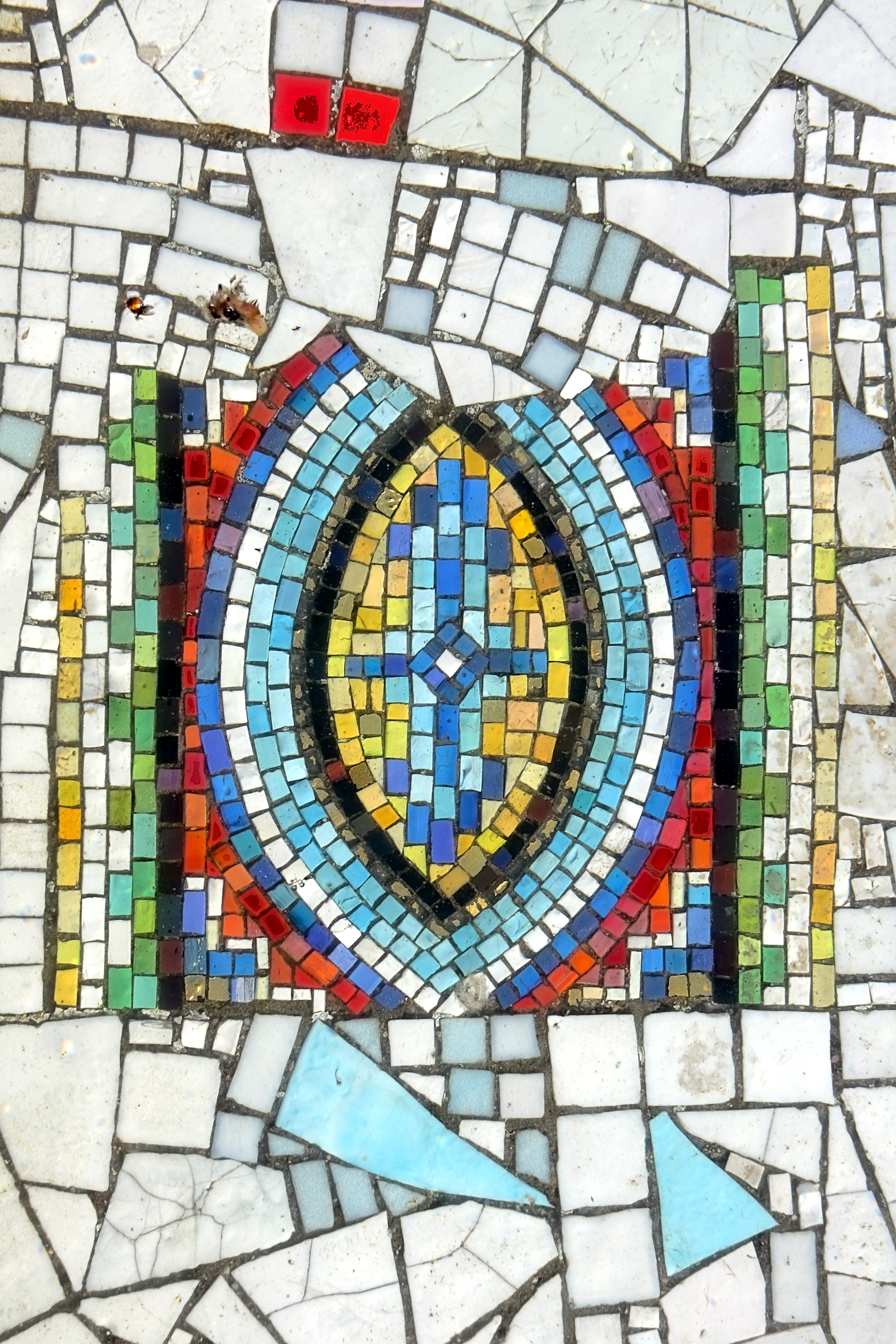
Defektes Mosaik

## Bürgerengagement für den Opernbrunnen

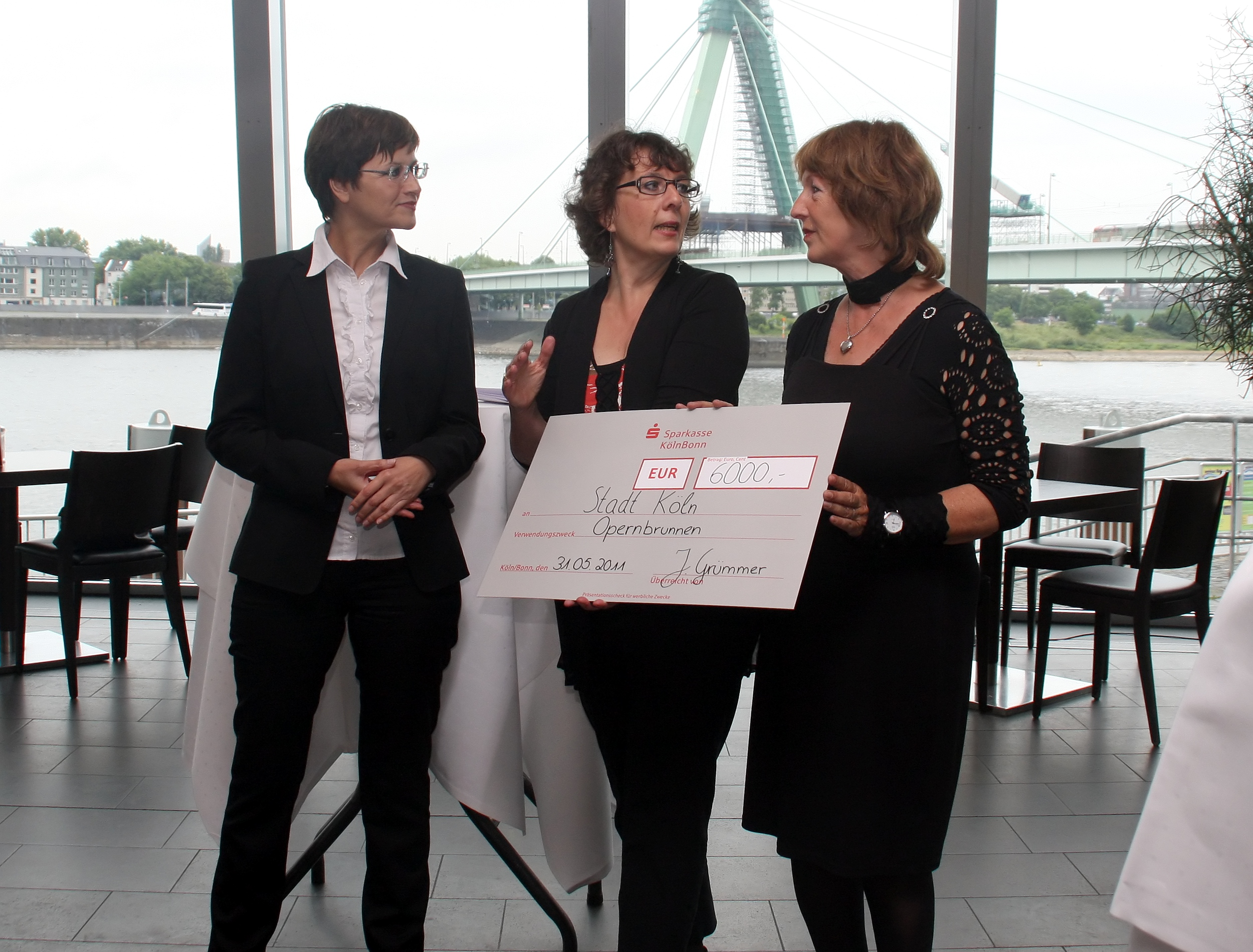
Judith Grümmer (Mitte) überreicht der Kölner Bürgermeisterin Angela Spizig (rechts) einen Scheck über EUR 6.000 zur Restaurierung des Kölner Opernbrunnens. Die Veranstaltung fand am 31. Mai 2011 im Imhoff-Schokoladenmuseum statt.

Pünktlich zu Beginn der Kölner Brunnensaison 2011 sprudelte auch der Kölner Opernbrunnen wieder. Lange war nicht verbindlich geklärt, ob und wie der denkmalgeschützte Brunnen selbst fachgerecht restauriert werden sollte. Die Tochter des Künstlers, die sich für die Brunnensanierung starkmacht, fand ab 2011 – neben dem Intendanten der Kölner Oper und vielen Kölner Bürgern und Opernbesuchern – weitere starke Partner: das Kölner Schokoladenmuseum, Kölner Kirchengemeinden wie Sankt Severin und die Kartäuserkirche, die Melanchtonakademie und die Antoniterkirche mit den Stadtführungen der AntoniterCitytours und die Galerie Smend.
Ziel der zahlreichen Aktionen und Solidaritätsbekundungen rund um den Opernbrunnen war die bürgerschaftliche Unterstützung der Stadtverwaltung im Sinne des Denkmalschutzes zu Gunsten einer Restaurierung des Opernbrunnens zeitgleich mit der Sanierung der Kölner Oper. Die Kölner Stadtkonservatorin Renate Kaymer unterstrich im Mai 2011: „Die Aktion ist aus meiner Sicht ein äußerst positives Beispiel für ein engagiertes und zielorientiertes Bürgerengagement, das uns hilft, unverzichtbare Identifikationspunkte in unserem Stadtbild wieder in den positiven Blickpunkt aller zu rücken.“ Der damalige Intendant der Kölner Oper, Uwe Eric Laufenberg, betonte: „Für die Gestaltung des Offenbachplatzes ist der Brunnen von zentraler Bedeutung. Nur wenn der Brunnen intakt ist und sprudelt, hat der Offenbachplatz eine Chance, ein lebendiger Mittelpunkt Köln zu sein“.
2012 konnte der Opernbrunnen erneut bis in den Frühsommer hinein sprudeln, bevor er dann bis 2015 im Zuge der Baumaßnahmen optisch aus dem Stadtbild verschwand.
Mit dem Beginn der Sanierungsarbeiten in der Oper wurde der Offenbachplatz aufgrund der Baustelleneinrichtung gesperrt und der Brunnen mit einem Schutz versehen. Damit die Sanierungsbedürftigkeit der Mosaikskulptur selbst in den kommenden Jahren nicht aus dem Blick gerät, startete 2012 erneut eine Schokoladenspendenaktion zu Gunsten der Restaurierung des Brunnens: „Naschen für den Opernbrunnen. Naschen für Köln“, unterstützt von der Kölner Oper ab 15. März 2012. Die Spendenschokoladen waren so auch an der Tageskasse der Bühnen der Stadt Köln und in der Operngastronomie für einige Wochen erhältlich. Ziel der Aktion war es, mit den Spenden die Restaurierungsmaßnahmen zu unterstützen und den Brunnen auch dann „in aller Munde“ zu halten, solange er aus dem optischen Sichtfeld verschwinden sollte. Im Herbst 2014 haben die Sanierungsarbeiten des Opernbrunnens und im Juli 2015 auf dem Offenbachplatz selbst begonnen. Im Juli 2016 begann der Testbetrieb des Brunnens und Teilstücke des sanierten Offenbachplatzes wurden der Öffentlichkeit wieder zugänglich gemacht. Im Mai 2019 ereignete sich ein Diebstahl, bei dem die bronzenen Düsenkränze entwendet wurden.